# Francisco Pagés del Corro
Francisco Pagés del Corro (La Habana, 30 de septiembre de 1834-Sevilla, 12 de mayo de 1876) fue un abogado, político y periodista español.

## Biografía
Se licenció en Jurisprudencia y Derecho Administrativo en la Universidad de Sevilla, obteniendo su doctorado en la Universidad Central con una tesis sobre la relación entre el Papa y el Concilio General.
Durante el reinado de Isabel II, fue teniente de alcalde del Ayuntamiento de Sevilla. Es recordado por haber trabajado con gran empeño en las mejoras higiénicas y sanitarias del barrio de Triana.
Tras la revolución de 1868, se adhirió al carlismo y en 1869 formó parte de la Junta Provincial Católico-Monárquica de Sevilla, de la que fue vicepresidente.
Fue redactor de varios periódicos, como El Oriente, en los que escribió sobre diversos temas, como religión, jurispruencia, argeología, filosofía y literatura. Participó en la Sociedad Bibliográfica de Andaluces y fue secretario en la sección de literatura en la Real Academia Sevillana de Buenas Letras, en la que se opuso a las ideas liberales y defendió el pensamiento católico.
Fue también presidente del Consejo de Administración de la compañía de seguros El Mediodía. Fue encargado de la parroquia de San Lorenzo hasta 1870, año en que abandonó por una grave enfermedad.
Fue candidato carlista para diputado en Cortes por Sevilla en las elecciones de 1871. Ese año residía en la calle Vinuesa, n.º 11.
Durante la tercera guerra carlista formó parte de la Junta carlista para el auxilio de los carlistas en armas.
En 1893 se le puso su nombre a una calle principal de Triana, anteriormente conocida como calle de la Cava, considerada como la cuna del arte y compás.

## Obras
- La unidad católica. Única solución de la cuestión religiosa (Sevilla, 1869)